# Фахри, Маджид
Маджид Фахри (1923, Ливан — 4 марта 2021, Виргиния, США) — ливанский исследователь исламской философии и почетный профессор философии Американского университета в Бейруте (АУБ).
Он получил докторскую степень по философии (PhD) в Эдинбургском университете в 1949 году после получения степеней бакалавра и магистра в АУБ. Преподавал в Школе востоковедения и африканистики Лондонского Университета, Калифорнийском университете в Лос-Анджелесе, Принстонском университете и Джорджтаунском университете, где провел свои последние годы в качестве почетного профессора, а также преподавал и руководил кафедрой философии в АУБ. Курсы Фахри в АУБ дали многим студентам первое знакомство с историей философии в период с 1950-х по 1980-е годы.
Фахри опубликовал «Историю исламской философии» в 1970 году, которая считается первым историческим обзором исламской философской мысли и была высоко оценена. Издательство Колумбийского университета опубликовало переработанное третье издание «Истории исламской философии» Фахри в 2004 году. Работа имеет переводы на восьми языках.